# Districtul Mae Sariang
Mae Sariang (în thailandeză แม่สะเรียง) este un district (Amphoe) din provincia Mae Hong Son, Thailanda, cu o populație de 50.937 de locuitori și o suprafață de 2.587,4 km².

## Componență

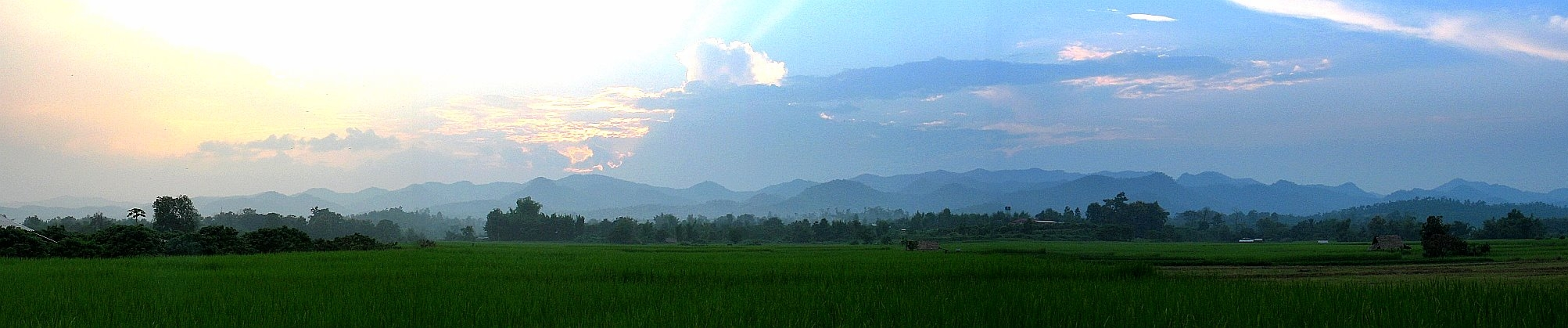
Panorama of the mountains south west of the town of Mae Sariang

Districtul este subdivizat în 7 subdistricte (tambon), care sunt subdivizate în 77 de sate (muban).
| Nr. | Nume        | În thailandeză | Sate | Locuitori |
| --- | ----------- | -------------- | ---- | --------- |
| 1.  | Ban Kat     | บ้านกาศ         | 13   | 11,283    |
| 2.  | Mae Sariang | แม่สะเรียง       | 09   | 09,968    |
| 3.  | Mae Khong   | แม่คง           | 11   | 04,154    |
| 4.  | Mae Ho      | แม่เหาะ         | 13   | 07,813    |
| 5.  | Mae Yuam    | แม่ยวม          | 13   | 09,273    |
| 6.  | Sao Hin     | เสาหิน          | 06   | 02,691    |
| 8.  | Pa Pae      | ป่าแป๋           | 12   | 05,755    |

Number 7 is not used.